# Carl Malß

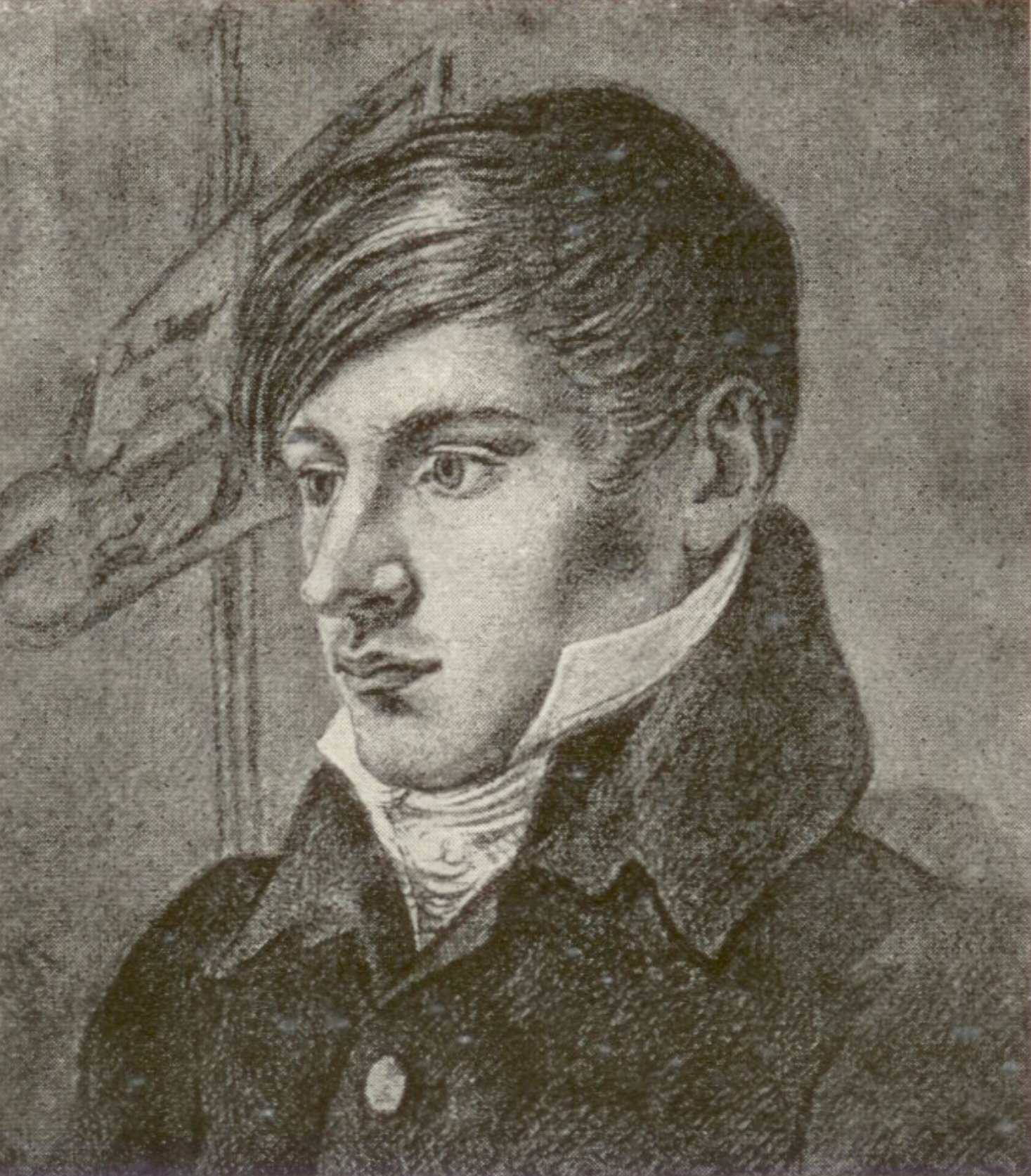
Carl Balthasar Malß

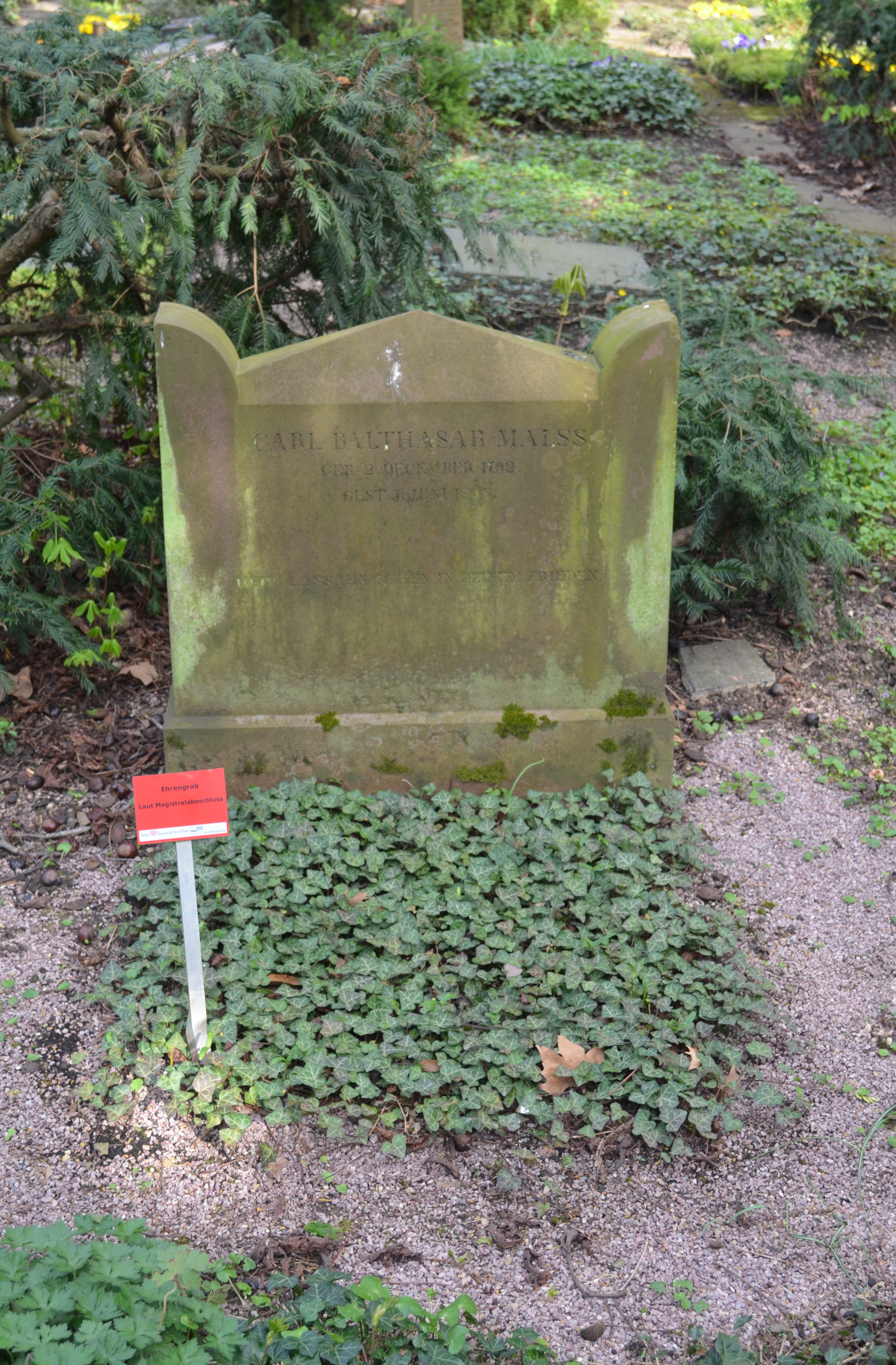
Grab von Carl Malß auf dem Frankfurter Hauptfriedhof

Carl Balthasar Malß (* 5. Dezember 1792 in Frankfurt am Main; † 3. Juni 1848 ebenda) war ein deutscher Dichter, Architekt und Theaterdirektor.

## Leben
Malß absolvierte eine kaufmännische Lehre in Lyon und nahm als Kriegsfreiwilliger am Feldzug gegen Frankreich 1814/15 teil. Nach seiner Rückkehr wurde er Architekt, wandte sich dann aber dem Theater zu. 1820 wurde sein Lustspiel „Die Entführung oder der alte Bürger-Capitain, ein frankfurter Heroisch-Borjerlich Lustspiel in zwei Aufzügen“ erstmals gedruckt und am 13. August 1821 mit dem Schauspieler Samuel Friedrich Hassel in der Titelrolle am Frankfurter Theater uraufgeführt. Es war das erste öffentlich gespielte Stück in Frankfurter Mundart und hatte beim Publikum großen Erfolg. Hassel spielte die Rolle über 45 Jahre lang bis zum 26. März 1866 ohne die geringste Veränderung.
Johann Wolfgang Goethe hat das Stück „höchlich empfohlen“, was Malß in der Vorrede zur 1833 erschienenen vierten Auflage folgendermaßen ausdrückte:
„Zu dem hot mer aus sichern Quelle, daß aach der alt Herr Geethé driwwer gelacht.“
Ludwig Börne nannte den Bürgerkapitän „ein wahres Meisterstück; die Naturtreue kann nicht weiter getrieben werden.“
Der „Bürgerkapitän“ wird auch heute noch gelegentlich aufgeführt. Von den sechs weiteren Theaterstücken Malß’ hat sich auch die 1832 entstandene „Frankfurter Lokal-Skizze in vier Bildern“ Herr Hampelmann oder Die Landpartie nach Königstein bis heute auf der Bühne gehalten. Beide Stücke gehörten auch schon zum Spielplan des 1971 eröffneten Volkstheaters Frankfurt.
Wegen des großen Erfolges der Landpartie ließ er 1833/34 die Stücke Herr Hampelmann im Eilwagen (Hampelmanniade in Sechs Bildern) und „Herr Hampelmann sucht ein Logis“ (Lokal-Lustspiel in Fünf Bildern) folgen. Sie machten den Begriff Hampelmann sprichwörtlich, so dass er bald auch im übrigen Deutschland heimisch wurde.
Zusammen mit Guhr und Meck war Malß seit 1842 einer der Pächter des Frankfurter Nationaltheaters. Aus Verzweiflung über die Finanznot des Theaters nahm er sich am 3. Juni 1848 das Leben. Nach anderen Quellen starb er an den Folgen seines Asthmas. Er wurde auf dem Frankfurter Hauptfriedhof bestattet.
Nach Malß wurde eine Straße im so genannten Dichterviertel im Frankfurter Stadtteil Dornbusch benannt. Er war Mitglied der Frankfurter Freimaurerloge Zur Einigkeit.

## Werke
- Die Entführung oder der alte Bürger-Capitain, ein frankfurter Heroisch-borgerlich Lustspiel in zwei Aufzügen. Nebst erläuterndem Anhang. Friedrich, Frankfurt am Main 1821. (Digitalisat der 3. Aufl. 1829)
- Stelldichein im Tivoli, oder Schuster und Schneider als Nebenbuhler. Localposse mit Gesang in zwei Acten. Sauerländer, Frankfurt a. M. 1832. Uraufführung: Frankfurt am Main, 9. April 1832. (Digitalisat)
- Herr Hampelmann oder Die Landparthie nach Königstein. Varrentrapp, Frankfurt a. M. 1833. Uraufführung: Frankfurt am Main, 26. November 1832. (Digitalisat der 3. Aufl. 1836)
- Herr Hampelmann im Eilwagen. Hampelmanniade in 6 Bildern.  Uraufführung: Frankfurt am Main, 30. Dezember 1833.
- Herr Hampelmann sucht ein Logis. Lokal-Lustspiel in fünf Bildern. Varrentrapp, Frankfurt a. M. 1834. Uraufführung: Frankfurt am Main, 2. Februar 1834. (Digitalisat)
- Die Landparthie nach Königstein. Frankfurter Lokal-Skizze in Vier Bildern. Varrentrapp, Frankfurt a. M. 1834. (Digitalisat)
- Die Jungfern Köchinnen. Lokalpose in einem Act. Varrentrapp, Frankfurt a. M. 1837. Uraufführung: Frankfurt am Main, 16. Februar 1835. (Digitalisat der 2. Aufl. 1837)

Die Stücke erschienen einzeln in mehreren Auflagen. Eine Gesamtausgabe erschien erstmals 1850 in Frankfurt am Main, darin auch ein Wörterbuch der Frankfurter Mundart.